# Konstantin Kaiser
Konstantin Kaiser (* 2. Juli 1947 in Innsbruck) ist ein österreichischer Schriftsteller und Literaturwissenschaftler. 

## Leben
Der Zwillingsbruder des Malers Leander Kaiser wurde als Sohn der sozialdemokratischen Innsbrucker Gemeinderätin Maria Kaiser und des Tiroler Landesparteisekretärs der SPÖ Ferdinand Kaiser geboren. Die politisch wie kulturell anregende aber im konservativen Tirol auch außenseiterhafte Familiensituation stimulierte die intellektuelle und künstlerische Widerständigkeit der Brüder. 
Konstantin Kaiser, der früh literarisch tätig geworden war (zu Beginn aber noch mit seinem zweiten Vornamen als Friedrich Kaiser zeichnete), leitete 1966–68 eine Galerie in Innsbruck und  bemühte sich zunächst, dem Wunsch der Eltern entsprechend, Rechtswissenschaften zu studieren. Letztlich folgte er aber seinem Bruder nach Wien, wo sich beide dem Kreis um Robert Schindel (Kommune Wien) und der bald maoistischen Studentenbewegung Marxistisch-Leninistische Studenten (MLS) anschlossen und 1969 als Mitbegründer der literarisch-politischen Zeitschrift Hundsblume tätig wurden. 
1977 gründete er den interdisziplinären Arbeitskreis Antifaschistische Literatur. Aus diesem Arbeitskreis entstand 1983 der Verein zur Förderung und Erforschung der Antifaschistischen Literatur. In diesem Zusammenhang begegnete Kaiser auch dem Werk des Lyrikers Theodor Kramer, das in der Folge für ihn von großer Bedeutung werden sollte. Konstantin Kaiser arbeitete zeitweilig als Bauarbeiter, Fremdenführer und Bibliothekar, und schloss 1980 sein Studium der Philosophie, Kunstgeschichte und Politikwissenschaft mit der Dissertation Geschichtlichkeit und moderne Subjektivität. Zur Weltanschauung Heinrich Heines ab. 
Von 1982 bis 1986 war er freier Mitarbeiter des Dokumentationsarchiv des österreichischen Widerstandes, wo er 1983 die Ausstellung Theodor Kramer 1897 - 1958. Dichter im Exil initiierte. Er ist seit 1983 als freier Schriftsteller tätig. Er hat sich besondere Verdienste um die Pflege und Erforschung der österreichischen Exilliteratur erworben, ist Mitbegründer der Theodor Kramer Gesellschaft (1984) und ihrer Zeitschrift Mit der Ziehharmonika (später Zwischenwelt. Literatur / Widerstand / Exil). Gemeinsam mit seiner Lebenspartnerin Siglinde Bolbecher hat Kaiser unter anderem 2000 das Lexikon der österreichischen Exilliteratur herausgegeben. 2002 begründete er mit Erika Weinzierl und Wolfgang Neugebauer die Österreichische Gesellschaft für Exilforschung, der er bis 2008 präsidierte.
Von 1984 bis 2024 war er Sekretär der Theodor Kramer Gesellschaft.

## Auszeichnungen
- 1985 Theodor-Körner-Preis
- 1988 Förderungspreis der Stadt Wien
- 2002 Bruno Kreisky-Anerkennungspreis
- 2007 Preis der Stadt Wien für Volksbildung
- 2009 Goldenes Verdienstzeichen des Landes Wien

## Werke
- Durchs Hinterland. Gedichte. Mit einem Nachwort von Erich Hackl. Innsbruck 1993. 108 S.
- Literatur und Kultur des Exils in Großbritannien. Hrsg. mit Siglinde Bolbecher, Donal McLaughlin, J. M. Ritchie. Theodor Kramer Gesellschaft, Wien 1995, ISBN 978-3-901602-10-8.
- Auf den Straßen gehen. Prosa. Mit einem Nachwort von Robert Schindel. Innsbruck 1996. 135 S.
- Lexikon der österreichischen Exilliteratur. Gemeinsam mit Siglinde Bolbecher und unter Mitarbeit von Evelyn Adunka, Nina Jacke, Ulrike Oedl. Deuticke, Wien 2000, ISBN 3-216-30548-1.
- Das unsichtbare Kind. Essays und Kritiken. Wien 2001. 201 S.
- Ohnmacht und Empörung. Schriften 1982–2006. Hrsg. von Primus-Heinz Kucher, Karl Müller und Peter Roessler. Klagenfurt: Drava Verlag, 2008 („Zwischenwelt Jahrbuch der Theodor-Kramer-Gesellschaft“, Bd. 11). ISBN 978-3-85435-539-7.
- Für und wider in dieser Zeit. Die Editorials der Zeitschrift Zwischenwelt (1993–2012). Gemeinsam mit Siglinde Bolbecher. Theodor Kramer Gesellschaft und DRAVA Verlag, Wien und Klagenfurt/Celovec 2014, ISBN 978-3-85435-753-7.
- KindheitsZyklus. Gedichte mit einem Photo-Essay. Innsbruck 2017, ISBN 978-3-9502736-4-9 (100 Seiten).
- Die Entfremdung ist ein Untermieter der Hoffnung. Lügengedichte und kleine Geschichten. Verlag der Theodor Kramer Gesellschaft, Wien 2022, ISBN 978-3-903522-07-7